# Боровский, Виктор
Виктор Боровский (пол. Wiktor Borowski, при рождении Арон Берман пол. Aron Berman, 9 ноября 1905, Варшава, Царство Польское, Российская империя — 22 ноября 1976, Варшава, Польша) — польский коммунистический активист еврейского происхождения, член центрального профессионального отдела Коммунистической партии Польши, политрук Народного войска польского в звании лейтенанта, главный редактор газеты Жизнь Варшавы в 1944—1951 годах, заместитель главного редактора газеты Трибуна народа в 1951—1967 годах.

## Биография
Виктор Боровский был сыном Михала (Элиаша) Бермана, частного чиновника, и братом Бронислава Бермана, активиста Коммунистической партии Польши, убитого в СССР во время Большого террора. Виктор посещал гимназию купеческого собрания, откуда был отчислен в 1921 году за деятельность в Клубе рабочей молодёжи. С 1922 года он был членом Коммунистического союза польской молодёжи. В 1924 году он окончил гимназию профсоюза учителей польских средних школ, а затем поступил в Варшавский университет на исторический факультет. В 1927 году его исключили из университета за коммунистическую деятельность. В 1925—1929 годах он входил в Союз независимой социалистической молодёжи «Жизнь». В 1925—1927 годах Боровский был главным редактором Рабочего голоса.
С 1926 года состоял в Коммунистической партии Польши, был членом центрального профессионального отдела. В 1928 году был арестован в Лодзи и освобождён в конце года за отсутствием доказательств. Затем он занял пост окружного секретаря КПП Силезского воеводства. В ноябре 1929 года вновь арестован и, в апреле 1930 года, приговорен к 6 годам лишения свободы. В 1931 году был освобождён из-за плохого здоровья, перейдя сразу на нелегальную работу в КПП. В апреле 1932 года переехал в СССР, где работал в представительстве КПП в Москве. В мае 1933 года нелегально вернулся в Польшу, заняв должность районного секретаря КПП в Радоме.
В июле 1933 года Виктор был арестован в Пёнках, и в ходе расследования он дал "два фиктивных прозвища несуществующих членов партии, за что впоследствии партийный суд в тюрьме Равича наказал его шестимесячной приостановкой прав члена партии". В январе 1934 года районный суд Радома приговорил его к 8 годам тюремного заключения, а затем в октябре 1934 года к 3 месяцам тюремного заключения за протест против наручников.
Освободившись из тюрьмы после вторжения Третьего рейха в Польшу, Боровский участвовал в обороне Варшавы в пожарной части. После капитуляции города ему удалось попасть на территорию советской оккупации в Белосток, где он управлял библиотекой на железной дороге, а затем возглавил школу для взрослых в Столбцах. С 1941 года он был политработником государственных строительных курсов в Вильнюсе. Эвакуирован в Чувашскую АССР после нападения Германии на СССР.
В апреле 1944 года Виктор отправился на работу в центр пищевого пополнения в Сумах. Был политруком — заместителем командира 6-го легкого артиллерийского полка 4-й пехотной дивизии 1-й армии Войска польского по политическим вопросам, а с июля 1944 года — учителем дивизии. Осенью 1944 года был откомандирован в варшавский район Прага, где он редактировал Пражскую бюллетень. В августе 1944 года он вступил в Польскую рабочую партию.
Боровский был инициатором создания Życie Warszawy. С 1944 по 1951 год он был главным редактором газеты, и, согласно воспоминаниям его соратников, ему удалось придать ей "характер, относительно близкий к нормальному человеку", несмотря на атмосферу сталинского террора, которая царила в то время в Польше. С 1951 по 1967 год работал заместителем главного редактора в Trybuna Ludu. В 1945—1964 годах он был членом профсоюза журналистов, а затем и Ассоциации польских журналистов. Он был делегатом на II (1954) и III (1959) съездах Польской объединённой рабочей партии.
Похоронен на воинское кладбище Повонзки.

## Личная жизнь
Виктор Боровский был женат на Янине Пиотровской (1920—2018). Его сын Марек Боровский является политиком и экономистом.

## Награды
- Медаль «За Варшаву 1939—1945»[4]
- Кавалер ордена «Знамя Труда» 2 степени
- Кавалер ордена «Знамя Труда» 1 степени (1955)[5]
- Кавалер Офицерского креста ордена Возрождения Польши[6]